# Haplochromis macrocephalus
Haplochromis macrocephala es una especie de peces de la familia Cichlidae en el orden de los Perciformes.

## Morfología
- Los machos pueden llegar alcanzar los 10,6 cm de longitud total.
- Número de  vértebras: 27-30.[2]

## Alimentación
Come larvas de insectos, ostràcodes, plancton, detritus,  y caracoles.

## Hábitat
Vive en zonas de clima tropical.

## Distribución geográfica
Se encuentran en África: golfos Mwanza y  Speke (lago Victoria, Tanzania ).

## Estado de conservación
Se encuentra en peligro de extinción debido a la introducción de la perca del Nilo ( Lates niloticus ) y la pesca ilegal.